# Bolano
Bolano là một đô thị ở tỉnh La Spezia trong vùng Liguria của Ý, có cự ly khoảng 80 km về phía đông nam của Genoa và khoảng 11 km về phía đông bắc của La Spezia. Tại thời điểm ngày 31 tháng 12 năm 2004, đô thị này có dân số 7.490 người và diện tích là 14,7 km².
Bolano giáp các đô thị sau: Aulla, Follo, Podenzana, Santo Stefano di Magra, Tresana, Vezzano Ligure.